# حق جانشینی
حق جانشینی (انگلیسی: Order of succession) یا حکم جانشینی ترتیب جانشینی یا نظم جانشینی سلسله افرادی است که برای داشتن یک مقام عالی در صورت خالی ماندن آن مقام شرایط جانشینی دارند، مانند رئیس دولت یا افتخاری مانند نجیب‌زادگی. این توالی ممکن است از طریق تبار یا توسط قانون تنظیم شود.